# Lothar Leiendecker
Lothar Leiendecker (Tréveris, 22 de setembro de 1953) é um ex-futebolista alemão que jogava de atacante.